# Maurice Neubauer
Maurice Neubauer (Recklinghausen, 29 aprile 1996) è un calciatore tedesco, difensore del Hannover 96.

## Caratteristiche tecniche
Giocatore molto versatile, gioca principalmente come terzino sinistro ma ha giocato occasionalmente in qualsiasi ruolo difensivo e anche come esterno di centrocampo.

## Carriera

### Giovanili e prime esperienze
Muove i primi passi tra le giovanili dello Schalke 04 e del Duisburg ma saranno proprio i minatori a farlo esordire in seconda squadra, nel campionato di Reggionaliga West il 2 agosto 2015 nella sconfitta per 2-0 contro il Sportfreunde Lotte. Con la seconda squadra di Gelsenkirchen rimarrà un anno giocando 36 partite condite da 2 goal.
L'anno successivo si trasferisce al Magonza con cui esordisce, sempre in seconda squadra, in 3. Liga giocando tuttavia soltanto la prima parte di stagione.

### Homburg
Dopo due stagioni al Mainz si trasferisce all'Homburg, squadra militante in Regionaliga SüdWest.
Il debutto arriva il 28 luglio 2018 nella sconfitta per 2-1 ai danni del Wormatia Worms affermandosi immediatamente come un titolare inamovibile.
L'esperienza con i verde-bianchi terminerà dopo 2 anni conditi da 2 goal e 11 assist

### Elversberg
Nell'estate del 2020 passa ai rivali dell'Elversberg .
Esordisce in Regionaliga Südwest il 5 settembre 2020 nella sconfitta all'Ursapharm-Arena per 2-0 contro l' Ulma.

## Statistiche
Statistiche aggiornate al 16 agosto 2025.
| Stagione          | Squadra           | Campionato        | Campionato | Campionato | Coppe nazionali | Coppe nazionali | Coppe nazionali | Coppe continentali | Coppe continentali | Coppe continentali | Altre coppe | Altre coppe | Altre coppe | Totale | Totale |
| Stagione          | Squadra           | Comp              | Pres       | Reti       | Comp            | Pres            | Reti            | Comp               | Pres               | Reti               | Comp        | Pres        | Reti        | Pres   | Reti   |
| ----------------- | ----------------- | ----------------- | ---------- | ---------- | --------------- | --------------- | --------------- | ------------------ | ------------------ | ------------------ | ----------- | ----------- | ----------- | ------ | ------ |
| 2015-2016         | Schalke 04 II     | RL                | 36         | 2          | CG              | 0               | 0               | -                  | -                  | -                  | -           | -           | -           | 36     | 2      |
| 2016-2017         | Magonza II        | 3L                | 11         | 0          | -               | -               | -               | -                  | -                  | -                  | -           | -           | -           | 11     | 0      |
| 2017-2018         | Magonza II        | RL                | 30         | 4          | -               | -               | -               | -                  | -                  | -                  | -           | -           | -           | 30     | 4      |
| Totale Mainz II   | Totale Mainz II   | Totale Mainz II   | 41         | 4          |                 | 0               | 0               |                    | 0                  | 0                  |             | -           | -           | 41     | 4      |
| 2018-2019         | Homburg           | RL                | 33         | 1          | SP              | 2               | 0               | -                  | -                  | -                  | -           | -           | -           | 35     | 1      |
| 2019-2020         | Homburg           | RL                | 22         | 1          | SP              | 2               | 0               | -                  | -                  | -                  | -           | -           | -           | 24     | 1      |
| Totale Homburg    | Totale Homburg    | Totale Homburg    | 55         | 2          |                 | 4               | 0               |                    | 0                  | 0                  |             | -           | -           | 59     | 2      |
| 2020-2021         | Elversberg        | RL                | 16         | 0          | CG              | 1               | 0               | -                  | -                  | -                  | -           | -           | -           | 17     | 0      |
| 2021-2022         | Elversberg        | RL                | 36         | 2          | CG              | 1               | 0               | -                  | -                  | -                  | -           | -           | -           | 37     | 2      |
| 2022-2023         | Elversberg        | 3L                | 37         | 0          | CG              | 2               | 0               | -                  | -                  | -                  | -           | -           | -           | 39     | 0      |
| 2023-2024         | Elversberg        | 2L                | 30         | 3          | CG              | 1               | 0               | -                  | -                  | -                  | -           | -           | -           | 31     | 3      |
| 2024-2025         | Elversberg        | 2L                | 34         | 3          | CG              | 2               | 0               | -                  | -                  | -                  | -           | -           | -           | 36     | 3      |
| Totale Elversberg | Totale Elversberg | Totale Elversberg | 152        | 8          |                 | 7               | 0               |                    | -                  | -                  |             | -           | -           | 153    | 8      |
| 2025-2026         | Hannover          | 2L                | 2          | 0          | CG              | 1               | 0               | -                  | -                  | -                  | -           | -           | -           | 3      | 0      |
| Totale Carriera   | Totale Carriera   | Totale Carriera   | 286        | 16         |                 | 12              | 0               |                    | -                  | -                  |             | -           | -           | 298    | 16     |

## Palmarès

### Club

#### Competizioni nazionali
- 3. Liga: 1

Elversberg: 2022-2023